# Fußballclub Bayer 05 Uerdingen 1982-1983
Questa voce raccoglie le informazioni riguardanti il Fußballclub Bayer 05 Uerdingen nelle competizioni ufficiali della stagione 1982-1983.

## Stagione
Nella stagione 1982-1983 il Bayer Uerdingen, allenato da Werner Biskup e Hans-Dieter Tippenhauer, concluse il campionato di 2. Bundesliga al 3º posto. In Coppa di Germania il Bayer Uerdingen fu eliminato al primo turno dal Colonia.

## Rosa
| N. |                     | Ruolo | Calciatore          |
| -- | ------------------- | ----- | ------------------- |
|    | Germania (bandiera) | P     | Dieter Ingendae     |
|    | Germania (bandiera) | P     | Werner Vollack      |
|    | Germania (bandiera) | D     | Norbert Brinkmann   |
|    | Germania (bandiera) | D     | Werner Buttgereit   |
|    | Germania (bandiera) | D     | Matthias Herget     |
|    | Germania (bandiera) | D     | Michael Schuhmacher |
|    | Germania (bandiera) | D     | Peter Schwarz       |
|    | Germania (bandiera) | D     | Ludger van de Loo   |
|    | Germania (bandiera) | D     | Michael van de Loo  |

| N. |                     | Ruolo | Calciatore          |
| -- | ------------------- | ----- | ------------------- |
|    | Germania (bandiera) | C     | Norbert Hofmann     |
|    | Germania (bandiera) | C     | Sascha Jusufi       |
|    | Germania (bandiera) | C     | Toni Puszamszies    |
|    | Germania (bandiera) | C     | Franz Raschid       |
|    | Germania (bandiera) | C     | Uwe Vengels         |
|    | Germania (bandiera) | A     | Horst Feilzer       |
|    | Germania (bandiera) | A     | Peter Loontiens     |
|    | Germania (bandiera) | A     | Christian Sackewitz |
|    | Germania (bandiera) | A     | Peter Szech         |

## Organigramma societario
Area tecnica
- Allenatore: Hans-Dieter Tippenhauer
- Allenatore in seconda:
- Preparatore dei portieri:
- Preparatori atletici:

## Calciomercato

### Sessione estiva
| Acquisti | Acquisti            | Acquisti          | Acquisti |
| R.       | Nome                | da                | Modalità |
| -------- | ------------------- | ----------------- | -------- |
| D        | Matthias Herget     | Rot-Weiss Essen   |          |
| A        | Christian Sackewitz | Bayer Leverkusen  |          |
| A        | Peter Szech         | Bayer Leverkusen  |          |
| P        | Werner Vollack      | Kickers Stoccarda |          |

| Cessioni | Cessioni          | Cessioni            | Cessioni |
| R.       | Nome              | a                   | Modalità |
| -------- | ----------------- | ------------------- | -------- |
| A        | Waldemar Steubing | Wattenscheid 09     |          |
| P        | Hans Dotzler      | Amberg              |          |
| P        | Paul Hesselbach   | Borussia M'gladbach |          |
| D        | Jaime Rodríguez   | León                |          |
| D        | Werner Steeger    | Wattenscheid 09     |          |

### Sessione invernale
| Acquisti | Acquisti | Acquisti | Acquisti |
| R.       | Nome     | da       | Modalità |
| -------- | -------- | -------- | -------- |

| Cessioni | Cessioni | Cessioni | Cessioni |
| R.       | Nome     | a        | Modalità |
| -------- | -------- | -------- | -------- |

## Risultati

### 2. Bundesliga

#### Girone di andata
| Arbitro: | Neuner |

|                                               |           |            |
| de Loo 15’ Puszamszies 47’ Feilzer 64’ (rig.) | Marcatori | 26’ Winkel |

| Arbitro: | Walz |

|            |           |              |
| Schaub 15’ | Marcatori | 68’ Steubing |

| Arbitro: | Walz |

|                            |           |  |
| Herget 23’ Puszamszies 67’ | Marcatori |  |

| Arbitro: | Hontheim |

|  |           |             |
|  | Marcatori | 84’ Raschid |

| Arbitro: | Meijerink |

|                                                             |           |                     |
| Herget 45’ Sackewitz 53’ (rig.) Wessel 62’ (aut.) Szech 79’ | Marcatori | 14’ Szesni 74’ Gans |

| Arbitro: | Eli |

|           |           |           |
| Knapp 81’ | Marcatori | 68’ Szech |

| Arbitro: | Boos |

|                                                  |           |  |
| Puszamszies 44’ Herget 73’ Szech 75’ Raschid 79’ | Marcatori |  |

| Arbitro: | Mierswa |

|            |           |                                        |
| Schuck 58’ | Marcatori | 2’ Feilzer 51’ Puszamszies 70’ Hofmann |

| Arbitro: | Gabor |

|                           |           |            |
| Feilzer 28’ Sackewitz 90’ | Marcatori | 27’ Krause |

| Arbitro: | Engel |

|                          |           |                             |
| Álvarez 25’ Orejuela 78’ | Marcatori | 44’ Puszamszies 58’ Hofmann |

| Arbitro: | Zimmermann |

|                         |           |  |
| Hofmann 48’ Feilzer 57’ | Marcatori |  |

| Arbitro: | Michel |

|           |           |           |
| Fuchs 47’ | Marcatori | 48’ Szech |

| Arbitro: | Föckler |

|            |           |  |
| Meisel 43’ | Marcatori |  |

| Arbitro: | Tritschler |

|                                    |           |            |
| Szech 2’ Raschid 51’ Loontiens 65’ | Marcatori | 61’ Thomas |

| Arbitro: | Waltert |

|                                         |           |                                           |
| Jakovljević 9’ Klinsmann 28’ Dreher 50’ | Marcatori | 27’, 38’ Loontiens 59’ Raschid 70’ Herget |

| Arbitro: | Werner |

|               |           |           |
| Loontiens 53’ | Marcatori | 50’ Lemke |

| Arbitro: | Correll |

|                      |           |  |
| Hampl 24’ Traser 88’ | Marcatori |  |

| Arbitro: | Wahmann |

|                              |           |                      |
| Szech 70’ Feilzer 87’ (rig.) | Marcatori | 85’ (rig.) Dämpfling |

| Arbitro: | Engel |

|                       |           |  |
| Schüler 6’ Dohmen 26’ | Marcatori |  |

#### Girone di ritorno
| Bochum 8 gennaio 1983, ore 15:00 CET 20ª giornata | Wattenscheid 09 | 0 – 0 referto | Bayer Uerdingen | Lohrheidestadion (3 000 spett.)\| Arbitro: \| Wippker \| |
| Arbitro:                                          | Wippker         |               |                 |                                                          |

| Arbitro: | Huster |

|                                  |           |  |
| Puszamszies 76’ Hofmann 77’, 88’ | Marcatori |  |

| Arbitro: | Eli |

|                                    |           |                    |
| Demange 13’, 46’ (rig.) Lander 75’ | Marcatori | 25’ (rig.) Feilzer |

| Arbitro: | Klauser |

|              |           |                         |
| Sackewitz 9’ | Marcatori | 34’, 75’ Helmes 35’ Lay |

| Arbitro: | Brehm |

|                                                             |           |               |
| Lehmann 19’ Fagot 23’ Olaidotter 55’ Szesni 71’ Bittner 89’ | Marcatori | 58’ Loontiens |

| Arbitro: | Heitmann |

|                       |           |          |
| Herget 4’ Raschid 41’ | Marcatori | 17’ Hein |

| Arbitro: | Eschweiler |

|             |           |             |
| Schäfer 27’ | Marcatori | 76’ Hofmann |

| Arbitro: | Boos |

|                                   |           |  |
| Szech 36’ Hofmann 62’ Feilzer 88’ | Marcatori |  |

| Arbitro: | Kasperowski |

|                                                      |           |  |
| Krause 7’ Bein 23’ (rig.) Michelberger 83’ Höfer 84’ | Marcatori |  |

| Arbitro: | Waltert |

|                            |           |           |
| Buttgereit 50’ Hofmann 69’ | Marcatori | 5’ Agatha |

| Arbitro: | Hellwig |

|               |           |                 |
| Grahammer 59’ | Marcatori | 39’ Schuhmacher |

| Krefeld 9 aprile 1983, ore 15:00 CEST 31ª giornata | Bayer Uerdingen | 0 – 0 referto | BV 08 Lüttringhausen | Grotenburg Stadion (5 000 spett.)\| Arbitro: \| Wiesel \| |
| Arbitro:                                           | Wiesel          |               |                      |                                                           |

| Arbitro: | Meijerink |

|                        |           |  |
| Loontiens 9’, 18’, 89’ | Marcatori |  |

| Arbitro: | Neuner |

|                     |           |                    |
| Thomas 20’ Olck 30’ | Marcatori | 66’ (rig.) Schwarz |

| Arbitro: | Barnick |

|                                  |           |              |
| Feilzer 11’ (rig.) Loontiens 75’ | Marcatori | 39’ Buchwald |

| Colonia 14 maggio 1983, ore 15:00 CEST 35ª giornata | Fortuna Colonia | 0 – 0 referto | Bayer Uerdingen | Südstadion (7 500 spett.)\| Arbitro: \| Bodmer \| |
| Arbitro:                                            | Bodmer          |               |                 |                                                   |

| Arbitro: | Redelfs |

|  |           |              |
|  | Marcatori | 75’ Wielandt |

| Arbitro: | Klauser |

|  |           |                                           |
|  | Marcatori | 25’ Hofmann 36’ Loontiens 87’ Schuhmacher |

| Arbitro: | Retzmann |

|                                                |           |  |
| de Loo 19’, 50’ Loontiens 26’ Hofmann 49’, 63’ | Marcatori |  |

### Spareggio promozione-retrocessione
| Arbitro: | Schmidhuber |

|                            |           |             |
| Feilzer 7’, 39’ Herget 44’ | Marcatori | 77’ Drexler |

| Arbitro: | Neuner |

|             |           |                 |
| Drexler 63’ | Marcatori | 83’ Schuhmacher |

### Coppa di Germania
| Arbitro: | Heitmann |

|                                                |           |          |
| Schwarz 5’ (aut.) Strack 45’ Engels 71’ (rig.) | Marcatori | 7’ Szech |

## Statistiche

### Statistiche di squadra
| Competizione      | Punti | In casa | In casa | In casa | In casa | In casa | In casa | In trasferta | In trasferta | In trasferta | In trasferta | In trasferta | In trasferta | Totale | Totale | Totale | Totale | Totale | Totale | DR  |
| Competizione      | Punti | G       | V       | N       | P       | Gf      | Gs      | G            | V            | N            | P            | Gf           | Gs           | G      | V      | N      | P      | Gf     | Gs     | DR  |
| ----------------- | ----- | ------- | ------- | ------- | ------- | ------- | ------- | ------------ | ------------ | ------------ | ------------ | ------------ | ------------ | ------ | ------ | ------ | ------ | ------ | ------ | --- |
| 2. Bundesliga     | 48    | 19      | 15      | 2       | 2       | 44      | 14      | 19           | 4            | 8            | 7            | 21           | 30           | 38     | 19     | 10     | 9      | 65     | 44     | +21 |
| Coppa di Germania | -     | 0       | 0       | 0       | 0       | 0       | 0       | 1            | 0            | 0            | 1            | 1            | 3            | 1      | 0      | 0      | 1      | 1      | 3      | -2  |
| Totale            | 48    | 19      | 15      | 2       | 2       | 44      | 14      | 20           | 4            | 8            | 8            | 22           | 33           | 39     | 19     | 10     | 10     | 66     | 47     | +19 |

### Andamento in campionato
| Giornata  | 1 | 2 | 3 | 4 | 5 | 6 | 7 | 8 | 9 | 10 | 11 | 12 | 13 | 14 | 15 | 16 | 17 | 18 | 19 | 20 | 21 | 22 | 23 | 24 | 25 | 26 | 27 | 28 | 29 | 30 | 31 | 32 | 33 | 34 | 35 | 36 | 37 | 38 |
| --------- | - | - | - | - | - | - | - | - | - | -- | -- | -- | -- | -- | -- | -- | -- | -- | -- | -- | -- | -- | -- | -- | -- | -- | -- | -- | -- | -- | -- | -- | -- | -- | -- | -- | -- | -- |
| Luogo     | C | T | C | T | C | T | C | T | C | T  | C  | T  | T  | C  | T  | C  | T  | C  | T  | T  | C  | T  | C  | T  | C  | T  | C  | T  | C  | T  | C  | C  | T  | C  | T  | C  | T  | C  |
| Risultato | V | N | V | V | V | N | V | V | V | N  | V  | N  | P  | V  | V  | N  | P  | V  | P  | N  | V  | P  | P  | P  | V  | N  | V  | P  | V  | N  | N  | V  | P  | V  | N  | P  | V  | V  |
| Posizione | 4 | 3 | 3 | 2 | 2 | 2 | 1 | 1 | 1 | 1  | 1  | 1  | 1  | 1  | 1  | 1  | 2  | 2  | 2  | 3  | 3  | 3  | 4  | 4  | 4  | 3  | 3  | 3  | 3  | 3  | 4  | 3  | 3  | 3  | 3  | 3  | 3  | 3  |

Legenda:

Luogo: C = Casa; T = Trasferta. Risultato: V = Vittoria; N = Pareggio; P = Sconfitta.

### Statistiche dei giocatori
!! colspan="4" | Totale

| Giocatore      | 2. Bundesliga | 2. Bundesliga | 2. Bundesliga | 2. Bundesliga | Relegation Bundesliga | Relegation Bundesliga | Relegation Bundesliga | Relegation Bundesliga | Coppa di Germania N. Brinkmann | Coppa di Germania N. Brinkmann | Coppa di Germania N. Brinkmann | Coppa di Germania N. Brinkmann | 32       | 0    | 8           | 1          | 2 | 0 | 0 | 0 | 1 | 0 | 1 | 0 | 35 | 0 | 9 | 1 |
| Giocatore      | Presenze      | Reti          | Ammonizioni   | Espulsioni    | Presenze              | Reti                  | Ammonizioni           | Espulsioni            | Presenze                       | Reti                           | Ammonizioni                    | Espulsioni                     | Presenze | Reti | Ammonizioni | Espulsioni |   |   |   |   |   |   |   |   |    |   |   |   |
| W. Buttgereit  | 31            | 1             | 0             | 0             | 2                     | 0                     | 0                     | 0                     | 1                              | 0                              | 0                              | 0                              | 34       | 1    | 0           | 0          |   |   |   |   |   |   |   |   |    |   |   |   |
| H. Feilzer     | 36            | 8             | 4             | 0             | 2                     | 2                     | 0                     | 0                     | 1                              | 0                              | 0                              | 0                              | 39       | 10   | 4           | 0          |   |   |   |   |   |   |   |   |    |   |   |   |
| M. Herget      | 35            | 5             | 10            | 0             | 2                     | 1                     | 1                     | 0                     | 1                              | 0                              | 0                              | 0                              | 38       | 6    | 11          | 0          |   |   |   |   |   |   |   |   |    |   |   |   |
| N. Hofmann     | 33            | 11            | 5             | 0             | 2                     | 0                     | 1                     | 0                     | 0                              | 0                              | 0                              | 0                              | 35       | 11   | 6           | 0          |   |   |   |   |   |   |   |   |    |   |   |   |
| D. Ingendae    | 0             | 0             | 0             | 0             | 0                     | 0                     | 0                     | 0                     | 0                              | 0                              | 0                              | 0                              | 0        | 0    | 0           | 0          |   |   |   |   |   |   |   |   |    |   |   |   |
| S. Jusufi      | 18            | 0             | 1             | 1             | 2                     | 0                     | 0                     | 0                     | 0                              | 0                              | 0                              | 0                              | 20       | 0    | 1           | 1          |   |   |   |   |   |   |   |   |    |   |   |   |
| P. Loontiens   | 33            | 11            | 3             | 0             | 2                     | 0                     | 0                     | 0                     | 0                              | 0                              | 0                              | 0                              | 35       | 11   | 3           | 0          |   |   |   |   |   |   |   |   |    |   |   |   |
| T. Puszamszies | 24            | 6             | 0             | 0             | 0                     | 0                     | 0                     | 0                     | 1                              | 0                              | 0                              | 0                              | 25       | 6    | 0           | 0          |   |   |   |   |   |   |   |   |    |   |   |   |
| F. Raschid     | 35            | 5             | 4             | 0             | 2                     | 0                     | 0                     | 0                     | 1                              | 0                              | 0                              | 0                              | 38       | 5    | 4           | 0          |   |   |   |   |   |   |   |   |    |   |   |   |
| C. Sackewitz   | 24            | 3             | 7             | 0             | 0                     | 0                     | 0                     | 0                     | 1                              | 0                              | 0                              | 0                              | 25       | 3    | 7           | 0          |   |   |   |   |   |   |   |   |    |   |   |   |
| M. Schuhmacher | 28            | 2             | 1             | 0             | 2                     | 1                     | 0                     | 0                     | 1                              | 0                              | 0                              | 0                              | 31       | 3    | 1           | 0          |   |   |   |   |   |   |   |   |    |   |   |   |
| P. Schwarz     | 30            | 1             | 4             | 0             | 1                     | 0                     | 0                     | 0                     | 1                              | 0                              | 0                              | 0                              | 32       | 1    | 4           | 0          |   |   |   |   |   |   |   |   |    |   |   |   |
| W. Steubing    | 2             | 1             | 0             | 0             | 0                     | 0                     | 0                     | 0                     | 1                              | 0                              | 0                              | 0                              | 3        | 1    | 0           | 0          |   |   |   |   |   |   |   |   |    |   |   |   |
| P. Szech       | 27            | 7             | 0             | 0             | 1                     | 0                     | 0                     | 0                     | 1                              | 1                              | 0                              | 0                              | 29       | 8    | 0           | 0          |   |   |   |   |   |   |   |   |    |   |   |   |
| U. Vengels     | 5             | 0             | 0             | 0             | 0                     | 0                     | 0                     | 0                     | 0                              | 0                              | 0                              | 0                              | 5        | 0    | 0           | 0          |   |   |   |   |   |   |   |   |    |   |   |   |
| W. Vollack     | 38            | 0             | 1             | 0             | 2                     | 0                     | 0                     | 0                     | 1                              | 0                              | 0                              | 0                              | 41       | 0    | 1           | 0          |   |   |   |   |   |   |   |   |    |   |   |   |
| L. de Loo      | 33            | 3             | 6             | 0             | 2                     | 0                     | 0                     | 0                     | 1                              | 0                              | 0                              | 0                              | 36       | 3    | 6           | 0          |   |   |   |   |   |   |   |   |    |   |   |   |
| M. de Loo      | 11            | 0             | 3             | 0             | 2                     | 0                     | 0                     | 0                     | 0                              | 0                              | 0                              | 0                              | 13       | 0    | 3           | 0          |   |   |   |   |   |   |   |   |    |   |   |   |